# Изола Бела (Вербано-Кузио-Осола)
Изола Бела је насеље у Италији у округу Вербано-Кузио-Осола, региону Пијемонт.
Према процени из 2011. у насељу је живело 36 становника. Насеље се налази на надморској висини од 213 м.